# Giovanni Galati
Giovanni Galati (Napoli, 19 settembre 1897 – Roma, 15 ottobre 1971) è stato un ammiraglio italiano, distintosi particolarmente durante la seconda guerra mondiale. Al comando della 14ª Squadriglia cacciatorpediniere, ed innalzando la sua insegna sull'Ugolino Vivaldi, fu uno dei protagonisti della guerra dei convogli tra l'Italia e l'Africa settentrionale tra il 1940 e il 1942. Promosso contrammiraglio nel luglio 1943 assunse il comando del Gruppo incrociatori leggeri assegnato alla 5ª Divisione navale, e all'atto della proclamazione dell'armistizio dell'8 settembre 1943 si rifiutò di raggiungere Malta e consegnare le sue navi agli Alleati venendo sbarcato d'autorità e messo agli arresti dall'ammiraglio Bruto Brivonesi, suo superiore. Trasferito presso il Ministero della Marina a Brindisi e reintegrato in servizio, con l'autorizzazione del Ministro Raffaele De Courten cercò invano di portare aiuto alla 33ª Divisione fanteria "Acqui" al comando del generale Antonio Gandin che si trovava assediata dai tedeschi sull'isola di Cefalonia. Decorato con quattro Medaglie d'argento e due di bronzo al valor militare, con una Croce di guerra, una Croce al merito di guerra e con la Croce di Ferro di II classe tedesca.

## Biografia
Nacque a Napoli il 19 settembre 1897, figlio di Roberto, generale di corpo d'armata dell'arma di artiglieria, e di Clotilde Ciollaro, e dopo aver frequentato la Regia Accademia Navale di Livorno a partire dal 1912, entrò in servizio permanente effettivo della Regia Marina il 27 aprile 1916 con il grado di guardiamarina. Da allievo ufficiale partecipò alla guerra italo-turca imbarcato sulle navi scuola Flavio Gioia e  Amerigo Vespucci. Prese parte alla prima guerra mondiale dapprima imbarcato sulle navi da battaglia come la Duilio e poi sul fronte terrestre al comando del pontone semovente armato Carso operante nel settore della 3ª Armata al comando di S.A.R. Emanuele Filiberto di Savoia Duca d'Aosta. Nel giugno 1918 si distinse particolarmente a Caposile venendo decorato con una Medaglia d'argento al valor militare.  Promosso tenente di vascello fu in America Latina imbarcato sulla nave da battaglia Roma  (1920-1921), e poi in Mar Rosso (1923-1924) imbarcato sulla nave idrografica Ammiraglio Magnaghi.
Promosso capitano di corvetta, come i più brillanti ufficiali, frequentò la Scuola di guerra del Regio Esercito (1927-1928), fu ufficiale in seconda dell'esploratore Luca Tarigo nel 1929-30 e poi comandò in successione i cacciatorpediniere Angelo Bassini nel 1930-31 e Cesare Battisti nel 1931-32.
Promosso capitano di fregata  tra il 1932 e il 1934 venne mandato in Cina a comandare il Battaglione San Marco, partecipando poi alla guerra d'Etiopia tra il 1935-1936 sul fronte somalo quale comandante in seconda dell'esploratore Quarto. Fu poi dal 12 maggio 1936 regio commissario della motonave armata Arborea. Assunto quindi il comando dell'esploratore Quarto nel settembre seguente, nel 1936-37 prese parte alle operazioni navali durante la guerra civile spagnola. Promosso capitano di vascello il 9 giugno 1938, nel dicembre dell'anno successivo assunse il comando dell'incrociatore leggero Raimondo Montecuccoli, sino all'aprile 1940.
All'atto dell'entrata in guerra dell'Italia, il 10 giugno 1940, era al comando della 14ª Squadriglia cacciatorpediniere alzando la sua insegna sull'Ugolino Vivaldi. Con il caposquadriglia Vivaldi il 1º agosto 1940 speronò e affondò sommergibile inglese Oswald..
Lasciò tale incarico il 7 gennaio 1942 quando assunse quello di Capo di stato maggiore del Comando Superiore Regia Marina, e a partire dal 24 giugno 1942 quello di comandante di MARIBASE Tobruch. dopo un breve periodo trascorso presso il comando della Forza Navale da Battaglia (FNB) riassunse il comando della 14ª Squadriglia cacciatorpediniere ricoprendo tale incarico da 1 febbraio all'11 agosto 1943. Promosso contrammiraglio il 25 luglio dello stesso anno, il 12 agosto assunse il comando della Gruppo incrociatori leggeri composto da Luigi Cadorna, Pompeo Magno e Scipione Africano.

## L'armistizio e la consegna della flotta agli Alleati
In seguito all'armistizio di Cassibile rifiutò la resa, e dichiarò che non avrebbe mai consegnato le navi ai britannici a Malta, mostrando l'intenzione di salpare per il Nord, o per cercare un'ultima battaglia, o per autoaffondare le navi. Ma darsi vinto agli inglesi a Malta, mai. L'ammiraglio Brivonesi, suo superiore, dopo aver tentato invano di convincerlo ad obbedire agli ordini del Re, al quale aveva prestato giuramento, lo fece mettere agli arresti in fortezza. Così poté partire per primo l'ammiraglio Alberto Da Zara con le corazzate Duilio e Doria e sarà anche il primo ad entrare a La Valletta, con il pennello nero sui pennoni.».

### La tragedia di Cefalonia
Trasferito a Brindisi e portato davanti al Ministro della Marina ammiraglio Raffaele De Courten fu reintegrato in servizio attivo, senza conseguenze per la sua carriera. Con l'approvazione del Ministro dispose l'invio di due torpediniere, Clio e Sirio, stipate di viveri e munizioni, verso Cefalonia, in soccorso della 33ª Divisione fanteria "Acqui" che aveva rifiutato l'ultimatum tedesco di arrendersi, decidendo di resistere, senza una catena logistica alle spalle e contro un nemico padrone della terraferma e dell'aria. Avuta notizia della partenza, il comando alleato ordinò perentoriamente di richiamare le navi con la conseguenza che il generale Gandin e la sua Divisione non ricevettero gli aiuti via mare.
A Malta e a Brindisi sono ormeggiate le navi per andare in soccorso della Acqui: perché non sfruttarle ? Quella mattina Galati lo dice a De Courten e il ministro ..... gli dà il via libera con un doppio cenno della mano. Galati si precipita fuori dall’ufficio di De Courten ..... Sono molti i compiti da assolvere prima di salpare, tuttavia il contrammiraglio non si fida a usare il telefono: le clausole dell’armistizio impediscono all’Italia di poter gestire soldati, navi, aerei senza il consenso degli Alleati. ..... Gli ufficiali della graziosa maestà britannica hanno già detto che Cefalonia non interessa, che la resistenza della Acqui non è affar loro.
Galati gira per caserme, depositi, arsenali. Di roba ce n’è a iosa, basta caricarla e trasportarla. Vengono scovate due torpediniere, la Sirio e la Clio, che facendo la spola con Taranto hanno diritto alla nafta per navigare ..... vengono riempite perfino in coperta di medicinali, pezzi d’artiglieria (soprattutto le bombe mortaio che Gandin ha telegrafato essere quasi esaurite), nastri di mitragliatrici, proiettili anti-Stukas. Alle 14 dalla banchina nei pressi dell’albergo Internazionale, dov’è alloggiata la missione alleata, le due torpediniere levano l’ancora. Le comanda lo stesso Galati. .....
La Sirio e la Clio a metà del viaggio sono raggiunte da un radiomessaggio della Regia Marina: gli Alleati hanno scoperto il colpo di mano e ordinano l’immediato rientro alla base. La decisione è dell’ammiraglio Peters, di stanza a Taranto. L’alto ufficiale inglese ha spiegato che le torpediniere sono partite senza aver chiesto il preventivo consenso e tale atteggiamento può legittimare il sospetto che intendano svignarsela verso un porto neutrale o, peggio, disertare. Galati stavolta non può che obbedire. La Sirio e la Clio virano e fanno un mesto ritorno a Brindisi. Nessuno muoverà più un dito per la Acqui.»
Assegnato al Comando marina Napoli per un breve periodo venne poi trasferito al Ministero della Marina dove ricoprì incarichi speciali. Lasciato il servizio attivo il 16 giugno 1946, all'atto della proclamazione della Repubblica, fu promosso ammiraglio di divisione nel 1947 ed insignito della Croce di Cavaliere dell'Ordine militare d'Italia, venendo posto in congedo assoluto l'8 agosto 1955. Si sposò con la signora Luisa Foschini, vedova del capitano di fregata Franco Brovelli, capo di stato maggiore della 1ª divisione navale scomparso nella battaglia di Capo Matapan, il 29 marzo 1941. Si spense a Roma il 15 ottobre 1971.

### La guerra dei convogli
Galati fu, a detta dell'ammiraglio e storico Aldo Cocchia, "(...) uno dei più abili capi scorta convoglio che la marina italiana abbia mai avuto. Uno dei più abili e, perché no?, dei più fortunati, ma si sa che la fortuna predilige gli audaci, e con l'accennare a questa positivissima dote dell'uomo di guerra non si vogliono affatto sminuire le altre solide e pur positive qualità delle quali Galati era ampiamente fornito.
Nei due anni circa durante i quali rimase al comando del Vivaldi effettuò numerosissime missioni in qualità di capo scorta convogli e riuscì a non perdere neppure uno dei mercantili che gli furono affidati nonostante il violento contrasto del nemico. Successo brillantissimo. Dotato di pronto e fine intuito, non sempre ubbidiva agli ordini superiori, spesso anzi francamente li trasgrediva, pensando giustamente che la sua sensibilità e la sua esperienza gli permettessero di apprezzare le situazioni contingenti molto meglio di coloro che dirigevano il traffico dalle scrivanie di Roma (...)".

### Annotazioni
1. ↑  Era un fervente monarchico e nel 1946, fu per un breve periodo, fu presidente dell'Unione Monarchica.

### Fonti
1. 1 2 3 4 5 6 7  Alberini, Prosperini 2015, p. 244.
2. 1 2 3 4 5 6  Alberini, Prosperini 2015, p. 245.
3. ↑  HMS Oswald and Ugalino Vivaldi - Ships Nostalgia.
4. ↑  Allied Warships of WWII - Submarine HMS Oswald - uboat.net.
5. 1 2  Buchet 2012, p. 33.
6. ↑   I Savoia nella bufera, su reumberto.it. URL consultato il 31-07-2009 (archiviato dall'url originale il 12 settembre 2009).
7. ↑  da http://archiviostorico.corriere.it/1994/maggio/19/ora_consegnate_flotta_Stalin__co_0_9405196047.shtml
8. ↑  Francesco Mattesini, La Marina e l'8 settembre, Ufficio Storico della Marina Militare Italiana, Roma, 2002
9. ↑  Alfio Caruso. Italiani dovete morire, Longanesi & C., Milano, 2000, pag. 149-151
10. ↑  Aldo Cocchia, Convogli. Un marinaio in guerra 1940-1942, Ugo Mursia Editore, Milano, 2004, pag.231.